# إيفان تسانكوف
إيفان تسانكوف هو لاعب كرة قدم بلغاري في مركز الوسط، ولد في 26 مارس 1984 في بورغاس في بلغاريا. لعب مع OFC Pomorie ‏.

## وصلات خارجية
- إيفان تسانكوف على موقع قاعدة بيانات كرة القدم.إي يو (الإنجليزية)